# Charles Fourier
François Marie Charles Fourier, född 7 april 1772 i Besançon, död 19 oktober 1837 i Paris, var en fransk filosof och inflytelserik socialist, senare förknippad med "utopisk socialism" och falangstär.

## Liv och verksamhet
Charles Fourier fick sin utbildning vid det lokala jesuitkollegiet och tjänstgjorde därefter i franska armén. 
En tid verkade han som köpman i Lyon men blev ruinerad 1793 och livnärde sig därefter som kontorist. Fourier upprördes över affärsmoralen inom samhället och det bidrog till att dra honom till socialistiska idéer. Han debuterade som författare 1808 och skrev sedan ett flertal socialpolitiska arbeten, varibland märks Le nouveau monde industriel et sociétaire (1829–1830) och Théorie de l'unité universelle (utgiven postumt 1841).
Fourier myntade termen "féminisme" så tidigt som 1837 och redan 1808 argumenterade han för att kvinnornas rättigheter är en av principerna för den sociala utvecklingen.
Den samtidiga influensen var tämligen stor, bland annat i 1848 års revolution, det utopiska experimentet Brook Farm och Pariskommunen. 

## Verk i svensk översättning
- Slaget om de små pastejerna: skrifter i urval, i översättning av Ulf Gyllenhak (Stockholm: Federativ, 1983)
- Teorin om de fyra rörelserna och de generella ödena, i översättning av Emilie Moulettes och med förord av Mattias Forshage (Umeå: H:ström – Text & kultur, 2006)